# Coleophora microxantha
Coleophora microxantha é uma espécie de mariposa do gênero Coleophora pertencente à família Coleophoridae.